# Мисик Тарас Ігорович
Тара́с І́горович Ми́сик (нар. 10 квітня 1984 — пом. 11 липня 2014) — старший солдат Збройних сил України.

## Життєпис
Народився 1984 року в місті Новояворівськ. 2001 року закінчив новояворівську ЗОШ № 3, 2006-го — кафедру електричних машин і апаратів, Інститут енергетики та систем керування Національного університету «Львівська політехніка». Працював на відокремленому підрозділі «Львівські магістральні електричні мережі».
Травнем 2014-го мобілізований, номер обслуги, гранатометне відділення протитанкового взводу, 2-й механізований батальйон, 24-та окрема механізована бригада.
11 липня 2014 року в районі села Зеленопілля Луганської області приблизно о 4:30 ранку російсько-терористичні угрупування обстріляли з РСЗВ «Град» блокпост українських військовиків, внаслідок обстрілу загинуло 19 військовослужбовців.
Залишились батьки, дружина, син.
18 липня 2014-го похований у місті Новояворівськ.

## Нагороди та вшанування
- 14 березня 2015 року — за особисту мужність і героїзм, виявлені у захисті державного суверенітету та територіальної цілісності України, вірність військовій присязі під час російсько-української війни, відзначений — нагороджений орденом «За мужність» III ступеня (посмертно).[1]
- Почесний громадянин Новояворівська (посмертно).